# Järnskogs distrikt
Järnskogs distrikt är ett distrikt i Eda kommun och Värmlands län. Distriktet ligger omkring Koppom i västra Värmland och gränsar till Norge.

## Tidigare administrativ tillhörighet
Distriktet inrättades 2016 och utgörs av Järnskogs socken i Eda kommun.
Området motsvarar den omfattning Järnskogs församling hade vid årsskiftet 1999/2000.

## Tätorter och småorter
I Järnskogs distrikt finns en tätort men inga småorter.

### Tätorter
- Koppom

### Övriga orter
- Järnskog